# Alfred Jeremias
Alfred Karl Gabriel Jeremias, född 21 februari 1864, död 11 februari 1935, var en tysk assyriolog.
Jeremias blev professor i Leipzig 1922, och har i sina skrifter bland annat Das Alte Testament im Lichte des alten Orients (1904, 3:e upplagan 1916) och Handbuch der altorientalischen Geisteskultur (1913, 2:a upplagan 1929), betonat det babyloniska inflytandet på den antika orientaliska kulturen.